# Digital Audio Access Protocol
Het Digital Audio Access Protocol (DAAP) is een computerprotocol dat werd geïntroduceerd door Apple en voor het eerst werd gebruikt in Apples iTunes-software om media over een lokaal netwerk te delen. Het protocol wordt daarnaast ondersteund door Amarok, Banshee, LimeWire, Rhythmbox, Songbird en XBMC.

## Specificatie
DAAP werd voor het eerst geïntroduceerd in iTunes 4.0. In eerste instantie maakte Apple geen beschrijving voor het protocol bekend voor ontwikkelaars, maar het is inmiddels dermate 'reverse-engineered' dat implementaties van het protocol op andere platformen mogelijk zijn. In 2007 licenseerde Apple de specificatie van het protocol voor commerciële doeleinden.